# الأكاديميون في جامعة كاليفورنيا، إرفاين
تضم جامعة كاليفورنيا، إرفاين أكثر من أربعة عشر قسمًا أكاديميًا.

## الأكاديميون

### الوحدات الأكاديمية
تُعرف الوحدات الأكاديمية لجامعة كاليفورنيا في إرفاين باسم المدارس. اعتبارًا من العام الدراسي 2016-2017، هناك ثلاث عشرة مدرسة. بالإضافة إلى ذلك، هناك برنامج واحد وقسم واحد غير موجود في المدرسة، فضلاً عن برامج متعددة التخصصات .  تأسست كلية العلوم الصحية في عام 2004،  ولكنها لم تعد وحدة أكاديمية منفصلة.  في 16 نوفمبر 2006، وافق مجلس أمناء جامعة كاليفورنيا،إيرفاين على إنشاء كلية الحقوق، و افتتحت في خريف عام 2009.  أُنشِأت كلية التربية من قبل مجلس أمناء جامعة كاليفورنيا،إيرفاين في عام 2012.    تقدم برامج التعليم التكميلي تعليمًا سريعًا أو مجتمعيًا في شكل دورة صيفية وبرنامج UC Irvine الممتد بالإضافة إلى ذلك، يقوم برنامج الشرف في الحرم الجامعي لجامعة كاليفورنيا، إرفاين بتنفيذ برنامج دراسي مستقل، والذي يسمح للطلاب بتطوير منهجهم الدراسي الخاص عبر المدارس المختلفة والتخرج بتخصصهم الخاص الذي أنشأوه بأنفسهم.في عام 2016، أعلنت الجامعة أنها تلقت تبرعًا ماليًا كبيرًا من مؤسسة بيل جروس الخيرية وذلك لتحويل برنامج علوم التمريض إلى كلية سو وبيل جروس للتمريض، والتي تمت الموافقة عليها في يناير 2017. 

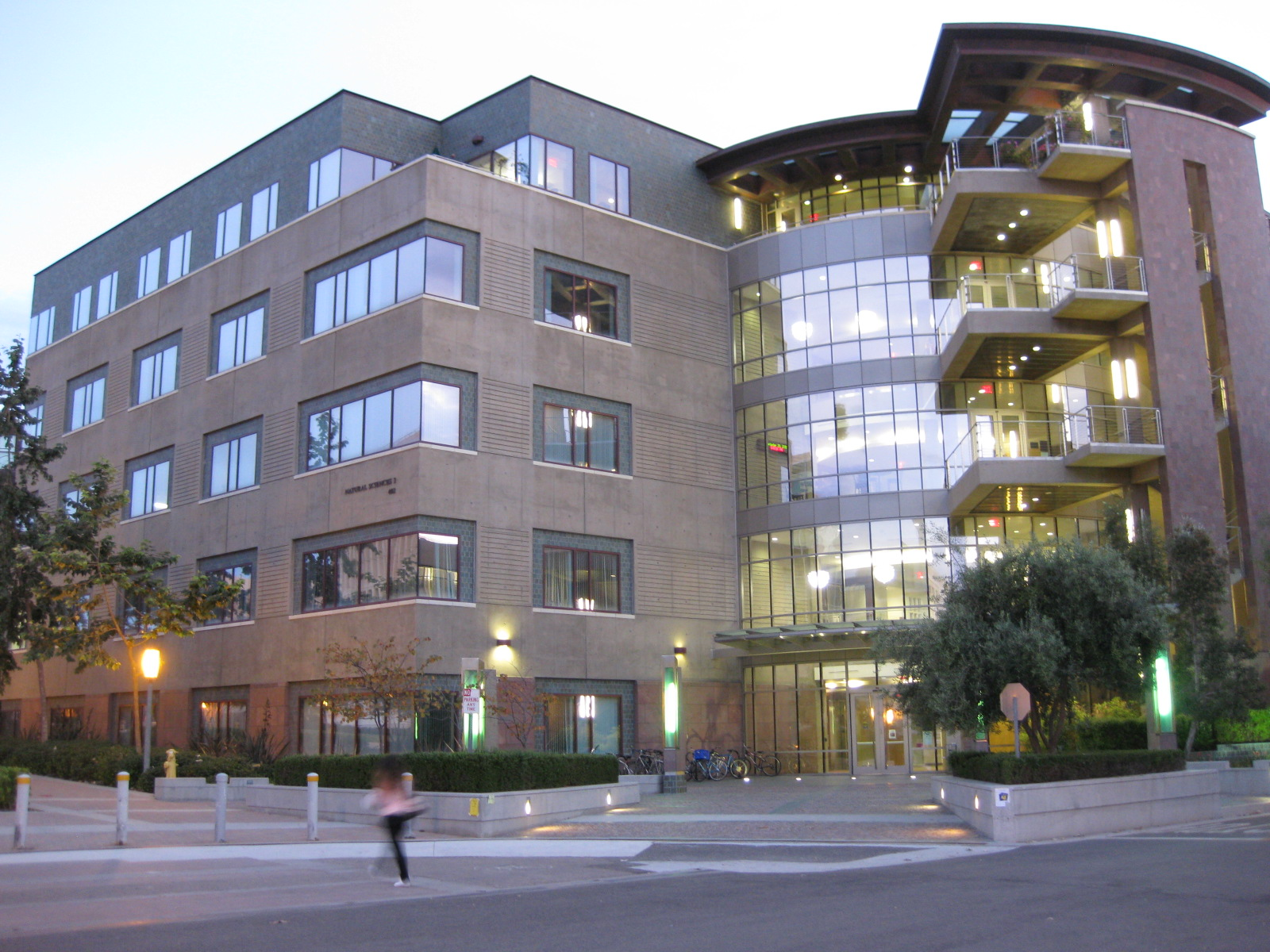
العلوم الطبيعية الثانية، كلية العلوم البيولوجية

صورة لمدرسة العلوم الاجتماعية من حديقة ألدريتش.